# Grae Morris
Grae Morris (Sídney, 16 de octubre de 2003) es un deportista australiano que compite en vela en la clase iQFoil. Participó en los Juegos Olímpicos de París 2024, obteniendo una medalla de plata en la clase iQFoil.

## Palmarés internacional
| \| Juegos Olímpicos \| Juegos Olímpicos \| Juegos Olímpicos \| Juegos Olímpicos \| \| Año \| Lugar \| Medalla \| Clase \| \| ---------------- \| ---------------- \| ---------------- \| ---------------- \| \| 2024 \| París (Francia) \| Medalla de plata \| iQFoil \| |                 |                  |        |
| Juegos Olímpicos |                 |                  |        |
| Año | Lugar           | Medalla          | Clase  |
| 2024 | París (Francia) | Medalla de plata | iQFoil |